# AAスクール

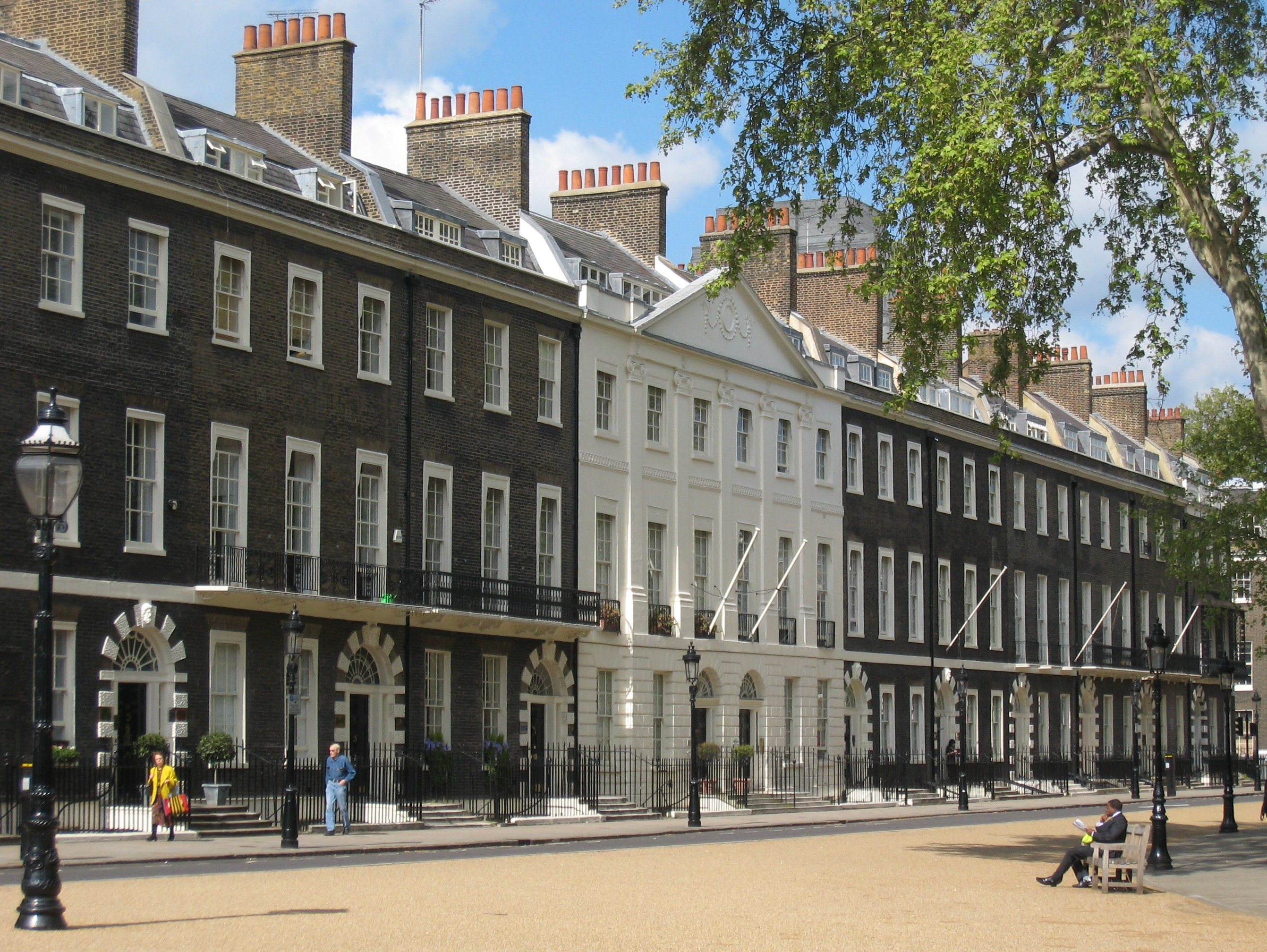
ロンドン市内のカムデン区・ベッドフォード・スクエアに面した校舎。

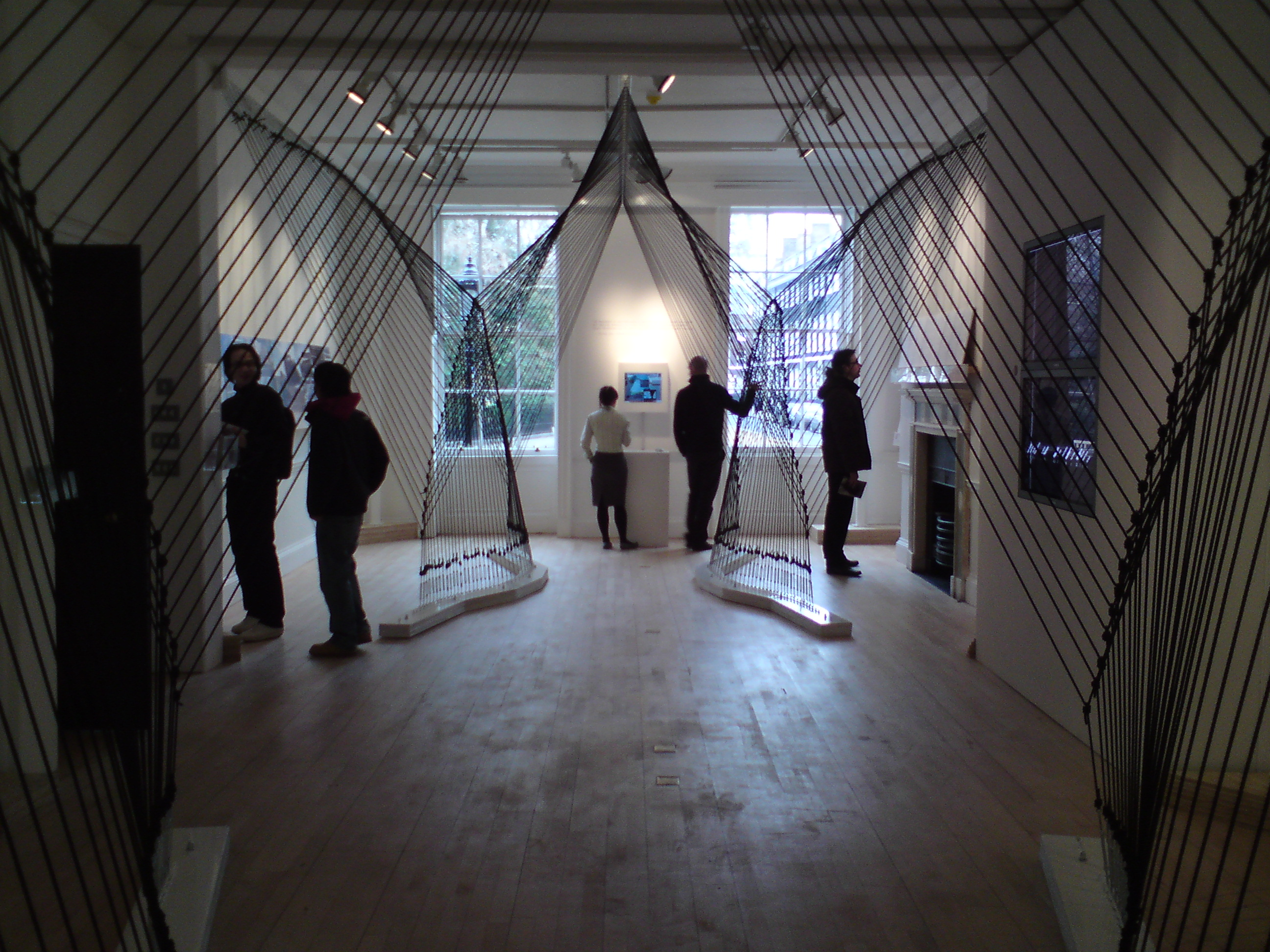
校内のギャラリー

AAスクールは、イギリス・ロンドンにある世界で最も重要で影響力のある有名な私立建築学校で、 世界的に著名な建築家を数多く輩出している。 英国建築協会付属建築学校（Architectural Association School of Architecture、アーキテクチュアル・アソシエーション・スクール・オブ・アーキテクチュア）の通称。
1847年の設立以来、175年以上の長きにわたり創造性と革新性を重視した独自の教育プログラムを提供しており、 最先端の建築理論とデザインを追求し続けている。そして同校は、これまでにレム・コールハースやザハ・ハディドを初めとした、世界の建築界をリードする数多くの著名な建築家を輩出している。王立英国建築家協会と英国建築家登録審議会にディプロマとして認められている大学および大学院コースであるため、日本語訳では、英国建築協会付属建築専門大学などとも称される。
建築・都市計画・ランドスケープ等の建築デザインの分野において、最上位に位置付けられており、以下の世界の学術的リーダー校と等しく評価されている。ハーバード大学大学院スクール・オブ・デザイン（Harvard University Graduate School of Design, GSD)、ユニヴァーシティ・カレッジ・ロンドン（University College London, UCL）、スイス連邦工科大学チューリッヒ校（Eidgenössische Technische Hochschule Zürich, ETHZ）等。
卒業生の多くに建築界のノーベル賞と称される、プリツカー賞受賞者を輩出する名門校である。

## 略史
母体の英国建築協会の前身である英国ドラフトマン協会は、ロバート・カーとチャールズ・グレイによって1842年に設立される。現在の名称の英国建築協会には1847年に変更するが、この時同時に夜間校の形式で、製図工用の学校そしてRIBAの建築家資格を取得するための予備校として発足したのがこのスクールの前身校である。現在のような５年制・全日の学校となったのは1920年からである。

## 主な出身者
- アーキグラムの面々
- レム・コールハース
- ザハ・ハディド
- リチャード・ロジャース (建築家)
- ケネス・フランプトン
- ヴォルフ・プリックス（コープ・ヒンメルブラウ）
- ベン・ファン・ベルケル（UNスタジオ）
- ジェフリー・ジェリコー
- ウィル・アルソップ
- エイダ・カルミ=メラメダ
- オレ・スケーレン
- キース・レイウッド
- コーリン・フルニエ
- ジェームス・マクラーレン
- ジェーン・ドリュー
- ジェフリー・バワ
- ジャン=ミシェル・ヤスパース
- ジョニー・グレイ
- ジョン・フレイザー
- ジョン・ポーソン
- スティーヴン・ホール
- セドリック・プライス
- デヴィッド・チッパーフィールド
- デニス・シャープ
- デニズ・ラズディン
- トーマス・ハーディ
- トニー・フレットン
- ナイジェル・コーツ
- ニコラス・グリムシャウ
- ネイデル・テラーニ
- ハーバート・ベイカー
- ハーバート・マスカンプ
- ピアーズ・ゴフ
- ピーター・ソルター
- ピーター・ブランデル・ジョーンズ
- フィリップ・ドーソン
- フィリップ・パウエル
- マーク・フィッシャー
- マイケル・ヴェントリス
- マイケル・ウルリッヒ・ヘンスル
- マイケル・ホプキンス
- マティアス・ザウエルブルフ
- モフセン・モスタファヴィ
- ヤネク・コナルスキー
- ラム・カルミ
- ルイーザ・ハットン
- ロバート・フルノー・ジョーダン
- ロビン・エバンス
- 連健夫
- 本多友常
- 平沼孝啓
- 今村創平
- 西川博美

など多数。

## 校長経験者
上記ジェリコーの他
- アルヴィン・ボヤスキー（1971年－1991年）
- モーセン・モスタファヴィ（1995年－2004年）
- ブレッド・スティール、アラン・バルフォー（1992年－1994年）

など。

## 教授経験者
上記卒業生の他
- パスカル・シェーニング
- ベルナール・チュミ
- 江頭慎
- 川上喜三郎
- 小渕祐介
- ブレット・スティール
- アンナ・リウ、マイク・トンキン
- アーサー・コーン
- ピーター・デビッドソン
- アリソン・ブルックス
- テリー・ファレル (建築家)
- アバロス&エレロス
- ウィル・アルソップ
- アレハンドロ・ザエラ＝ポロ（FOA）
- アラン・デンプシー
- アレックス・デ・レイケ
- エバ・カストロ
- シモス・ヤナス
- ジョージ・L・ルジャンドル
- ステファノ・デ・マルティーノ
- チャールズ・ウォーカー
- テオ・ロレンツ
- デビッド・グリーン
- ニール・リーチ
- マイケル・ウェーンストック
- マーク・カズンズ
- ヴィール・アレッツ
- ドナルド・ベイツ
- ニコラス・ボヤスキー
- レッグ・バトラー
- ホーマ・ファルヤーディ
- アール・フランズバーグ
- ランオルフ・グランビル
- ニコラウス・ハーシュ
- クリスティン・ホーリー
- ハニフ・カラ、ジョージ・カトリシス
- ジェフ・キプニス
- レオン・クリエ
- ダニエル・リベスキンド
- モフセン・モスタファヴィ
- ロバート・モール
- ゴードン・パスク
- アルベルト・ペレス-ゴメス
- フィリップ・ラーム
- サンフランシスコ・サニン
- パトリック・シューマッハ
- デニス・シャープ
- ピーター・スミッソン
- ダリボル・ベスリー
- ガイ・ウェストブルック
- ケン・ヤング

など多数。